# Gbenga Okunowo
Gbenga Samuel Okunowo (Ibadan, 1 maart 1979) is een Nigeriaans voormalig profvoetballer.

## Clubcarrière
Okunowo begon zijn carrière als profvoetballer bij Shooting Stars Lagos in 1995. In 1996 was hij als centrale verdediger een van de dragende krachten van het elftal dat de finale van de CAF Champions League haalde, waarin het Egyptische Al-Zamalek uiteindelijk te sterk was.
Louis van Gaal haalde Okunowo in november 1997 voor 100.000 euro naar het Spaanse FC Barcelona, nadat scouts de Nigeriaan hadden ontdekt tijdens een internationaal jeugdtoernooi in Portugal. Na een jaar in Barça B te hebben gespeeld, kreeg Okunowo in het seizoen 1998/99 diverse kansen om zijn waarde voor het eerste elftal te bewijzen als rechtsback. Hij debuteerde op 18 augustus 1998 tegen Real Mallorca. In totaal zou Okunowo dat seizoen veertien competitieduels spelen, waarvan acht als basisspeler en zes als invaller. In 1999 werd Okunowo met Barça landskampioen. Daarnaast begon de verdediger in vijf van de zes duels in de UEFA Champions League in de basis.
Uiteindelijk vond Van Gaal Okunowo echter niet goed genoeg en hij vertrok in 1999 op huurbasis naar Benfica. Ook in zijn twee jaar bij de Portugese topclub kon Okunowo niet overtuigen, mede door een zware knieblessure die hij opliep tijdens de Olympische Spelen van 2000. In 2001 verhuurde FC Barcelona hem aan het Griekse Ionikos en een jaar later liet de Catalaanse club het contract met Okunowo ontbinden. Bij Dinamo Boekarest maakte Okunowo in 2003 zijn rentree op de velden. Omdat de Roemeense club zijn salaris niet uitbetaalde, besloot hij al na een halfjaar te vertrekken. In 2004 keerde Okunowo, na een onsuccesvolle stageperiode bij ADO Den Haag, terug bij Shooting Stars.

## Interlandcarrière
Okunowo debuteerde in 1997 tegen Kameroen voor het nationaal elftal. Met Nigeria nam hij deel aan de Africa Cup van 2000 en verloor de finale tegen Kameroen.

## Statistieken
| seizoen    | club                 | land        | competitie         | wed. | goals |
| ---------- | -------------------- | ----------- | ------------------ | ---- | ----- |
| 1995/96    | Shooting Stars Lagos | Nigeria     | Premier League     | ??   | ??    |
| 1996/97    | Shooting Stars Lagos | Nigeria     | Premier League     | ??   | ??    |
| 1997/98    | FC Barcelona B       | Spanje      | Segunda División B | ??   | ??    |
| 1998/99    | FC Barcelona         | Spanje      | Primera División   | 14   | 0     |
| 1999/00    | SL Benfica           | Portugal    | SuperLiga          | 9    | 1     |
| 2000/01    | SL Benfica           | Portugal    | SuperLiga          | 0    | 0     |
| 2001/02    | Ionikos              | Griekenland | Alpha Ethniki      | ??   | ??    |
| 2003/04    | Dinamo Boekarest     | Roemenië    | Liga 1             | 2    | 0     |
| 2004/05    | Shooting Stars Lagos | Nigeria     | Premier League     | ??   | ??    |
| 2005/06    | Shooting Stars Lagos | Nigeria     | Premier League     | ??   | ??    |
| Bijgewerkt | 03-02-2006           |             |                    |      |       |

1 Shorunmu ·
2 Okunowo ·
3 Babayaro ·
4 Kanu ·
5 Yenemi ·
6 West ·
7 George ·
8 Adepoju ·
9 Akpoborie ·
10 Okocha ·
11 Lawal ·
12 Egbo ·
13 Babangida ·
14 Amunike ·
15 Oliseh ·
16 Sodje ·
17 Aghahowa ·
18 Chukwu ·
19 Akwuegbu ·
20 Ikpeba ·
21 Okpara ·
22 Akanji ·
Coach: Bonfrère
1 Etafia ·
2 Okunowo ·
3 Babayaro ·
4 Sunday ·
5 Furo ·
6 Kanu ·
7 Agali ·
8 Igbinadolor ·
9 Yakubu ·
10 Oliseh ·
11 Lawal ·
12 Onwuzuruike ·
13 Ikedia ·
14 Kaku ·
15 Okpara ·
16 Okoronkwo ·
17 Aghahowa ·
18 Okoye ·
Coach: Bonfrère